# Будапештська спортивна арена імені Ласло Паппа
Спортивна арена імені Ласло Паппа (угор. Papp László Budapest Sportaréna Papp László Budapest Sportaréna), також відома як Спортивна арена Будапешта — універсальна арена в Будапешті . Вона є найбільшим спортивним комплексом в Угорщині. Стадіон названий на честь боксера Ласло Паппа. Споруда може вмістити максимум 12 тисяч глядачів на спортивних змаганнях та 15 тисяч на концертах.

## Історія стадіону
Арена вміщує 12 500 глядачів під час проведення концертів, до 11 390 на змаганнях з боксу і 9 479 на хокейних матчах . Стадіон побудований на місці старої арени, яка згоріла в грудні 1999 року.
Будівництво арени почалося 30 червня 2001 року на місці старого стадіону, побудованого у 1982 році. Він згорів у результаті пожежі 15 грудня 1999 року. Будівництво було завершено протягом півтора року, відкриття Спортивної арени Будапешта відбулося 13 березня 2003 року. З 28 травня 2004 року споруда носить ім'я видатного угорського боксера Ласло Паппа .
Спортивна споруда важить 200 000 тонн і містить 50 000 тонн бетону, 2 300 тонн сталі, більш ніж 11 мільйонів болтів і кілька кілометрів кабелів .
На багатофункціональній арені можуть проводитися змагання з майже будь-яких видів спорту, наприклад, ігри з м'ячем, гімнастичні змагання, хокейні матчі, турніри з легкої атлетики, змагання з екстремальних видів спорту (наприклад, мотокросу) та інші .
Першим великим змаганням, проведеним на Спортивній арені Будапешту, став перший дивізіон чемпіонату світу з хокею з шайбою в 2003 році, на якому господарі фінішували третіми. У наступному році був проведений чемпіонат світу з легкої атлетики в приміщенні (з 5 по 7 березня), в тому ж році тут пройшов жіночий чемпіонат Європи з гандболу. У 2005 році на арені проходив чемпіонат світу з боротьби .
У 2007 році Угорська хокейна федерація святкувала своє вісімдесятиріччя, з приводу чого був проведений товариський матч зі збірною Швеції на цій арені (шведи на той момент були чинними олімпійськими чемпіонами). У запеклій боротьбі угорці вистояли основний час і перемогли в овертаймі з рахунком 2: 1, на матчі були присутні 8 тисяч глядачів .
З 2008 тут щорічно проводиться турнір Tennis Classics, виставковий тенісний турнір, в якому беруть участь відомі гравці, частина з яких вже завершила кар'єру. Тут грали Стефан Едберг, Матс Віландер, Іван Лендл, Томан Мустер, Робін Содерлінг і Томаш Бердих .
У 2010 році на арені проводилася частина матчів чемпіонату Європи з міні-футболу, цей турнір також проходив в Дебрецені .
З 17 по 23 квітня 2011 року тут знову пройшли ігри першого дивізіону чемпіонату світу з хокею .
Жіночий чемпіонат Європи з гандболу 2014 року пройшов тут, а також в Хорватії. Фінальні матчі і півфінали були проведені на арені імені Ласло Паппа .
Тут щорічно з 2014 року проходить Фінал чотирьох жіночої ліги чемпіонів з гандболу .
На арені будуть проведені ігри чоловічого чемпіонату Європи з гандболу в 2022 році .